# La Cage aux folles 2
Pour les articles homonymes, voir La Cage aux folles (homonymie).
Série
La Cage aux folles
(1978) La Cage aux folles 3
(1985)
Pour plus de détails, voir Fiche technique et Distribution.
La Cage aux folles 2 est un film franco-italien réalisé par Édouard Molinaro, sorti en décembre 1980.

## Synopsis
Albin, plus connu sous le nom de Zaza, l'illustre star du cabaret « La Cage aux Folles », veut prouver à son amant Renato qu’il est encore sexy. Il va s’asseoir en terrasse pour séduire un homme. Un espion vient l’accoster et l’emmène dans un hôtel. Avant de mourir assassiné, il lui confie à son insu un microfilm. Zaza va devoir utiliser tout son art du déguisement pour échapper aux espions désormais à ses trousses. Ce sont des tueurs sans scrupules eux-mêmes poursuivis par le contre-espionnage français. Ils sont à la recherche de ce microfilm qui est en la possession du travesti. Débute ainsi une course-poursuite hilarante et loufoque entre tous les protagonistes.

## Fiche technique
- Titre : La Cage aux folles 2
- Réalisation : Édouard Molinaro
- Scénario : D'après la pièce de Jean Poiret
- Adaptation : Jean Poiret, Francis Veber et Marcello Danon
- Dialogues : Francis Veber
- Direction artistique et ensemblier : Francesco Saverio Chianese
- Production : Marcello Danon
- Musique : Ennio Morricone (éditions musicales - Rome)
- Photographie : Armando Nannuzzi
- Montage : Monique Isnardon et Robert Isnardon, assistés de Carlo Della-Corte
- Décors : Islando Rocchetti, assisté de Maria Flavia Leone, Nazzareno Piana, Vittorio Zitelli et Jolando Roccheti (construction des décors)
- Son : Mario Dallimonti,
- Costumes : Ambra Danon
- Lieu de tournage : dans les studios Ciné-International
- Pays d'origine :  France -  Italie
- Format : couleurs - Mono - 35 mm
- Genre : comédie et espionnage
- Durée : 101 minutes
- Dates de sortie :
  - France : 10 décembre 1980
  - Corée du Sud : 11 janvier 1996
- Affiche : Jouineau Bourduge (France)

## Distribution
- Michel Serrault (VI: Oreste Lionello): Albin Mougeotte, dont le nom de scène est « Zaza Napoli »

- Ugo Tognazzi (VF : Michel Beaune): Renato Baldi
- Marcel Bozzuffi : Broca, le chef du contre espionnage
- Michel Galabru : Simon Charrier
- Paola Borboni : Mme Baldi, la mère de Renato
- Benny Luke : Jacob
- Giovanni Vettorazzo (it) : Milan, un agent du contre-espionnage
- Glauco Onorato : Luigi, le berger
- Antonio Francioni : Michaux, un agent du contre-espionnage
- Danilo Recanatesi : Le docteur Boquillon
- Roberto Caporali Un terroriste
- Lorenzo Dannon : Un terroriste
- Francis Missana : Un beau jeune homme
- Riccardo Berlingeri : Le réceptionniste de l'hôtel de Lys
- Renato Basso Bondini : Rouget
- Pierre Desmet : Le propriétaire du « roi bleu »
- Philippe Cronenberger : Un garçon du Négresco
- Gianni Frisoni : Un barman du cabaret
- Roberto Bisacco : Ralph
- Gianrico Tondinelli : Walter
- Giorgio Cerioni : Gunther
- Nazzareno Natale : Demis
- Stelio Candelli : hans
- Mark Bodin : Caramel
- Tom Felleghy : Andrew Mauderstam
- Valerio Basso Bondini
- Nello Pazzafini : Mangin
- Roberto Dell'Acqua : Un policier
- Piero Morgia : Un tueur à l'hôtel
- Marie-Claude Douquet : La belle jeune fille
- Vito Fassano
- Giuseppe Mattei
- Cherine Tabetdettosabet
- Franco Beltramme
- Édouard Molinaro : L'homme entrant dans l'hôtel Ruhl en début de film (non crédité)

## Autour du film
- Le film est la suite de La Cage aux folles et précède La Cage aux folles 3.
- Michel Beaune succède à Pierre Mondy en tant que voix française de Ugo Tognazzi pour ce deuxième opus.

## Distinctions
- Nomination au César du meilleur acteur pour Michel Serrault en 1981.

### Série de films
- 1978 : La Cage aux folles, réalisé par Édouard Molinaro.
- 1980 : La Cage aux folles 2, réalisé par Édouard Molinaro.
- 1985 : La Cage aux folles 3, réalisé par Georges Lautner.